# グザヴィエ・ベッテル
グザヴィエ・ベッテル（Xavier Bettel、1973年3月3日 - ）は、ルクセンブルクの政治家。代議院（国会）議員（1999年 - 2013年）やルクセンブルク市市長（2011年 - 2013年）、首相（2013年-2023年）を経て、2023年から副首相兼外務相を務める。

## 生い立ち
1973年3月3日にルクセンブルク市に誕生する。父はワイン商人で母はロシア系のフランス人であった。高校を卒業後、フランスのナンシーにあるナンシー第二大学で公法・欧州法の修士号と政治学・公法のDEAを取得。また、ギリシャのテッサロニキにあるテッサロニキ・アリストテレス大学では海事法と教会法の学位を取得した。この間、エラスムス計画に参加した。
2000年代初めの4年間、ベッテルはかつて存在したテレビ局T.TV系列のウィークリートーク番組（Sonndes em 8 ）で司会をしていた。

## 政治経歴

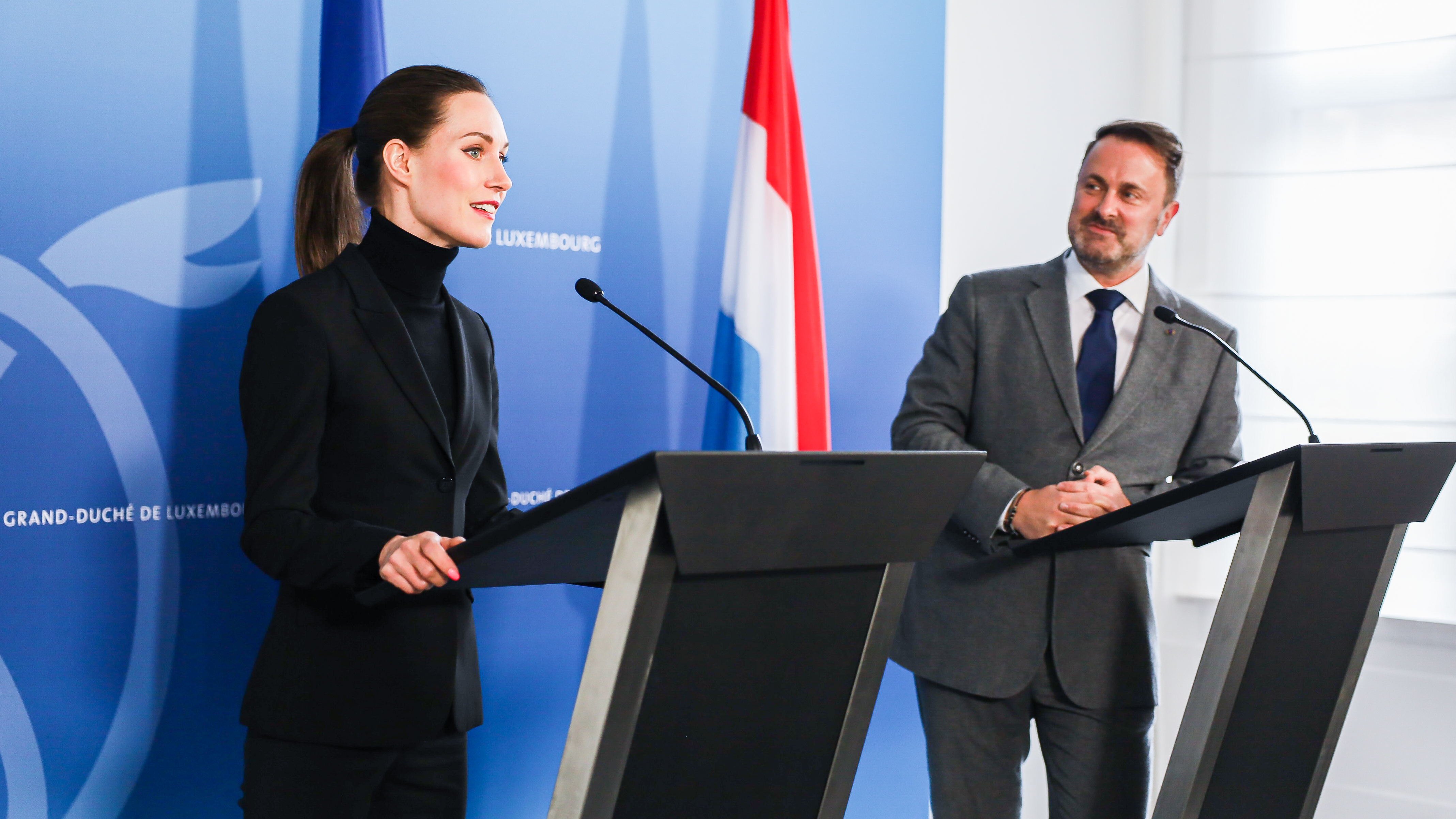
フィンランドのサンナ・マリン首相と（2023年2月10日）

### 市政
1999年の市議会議員選挙で、ベッテルは民主党の候補者名簿6位でルクセンブルク市議会議員に当選した。2001年7月12日には弁護士資格を取得した。2004年の代議院議員選挙で、自らの地位をかなりの程度固めていたベッテルは5人の民主党議員が選出された中の4位につけ、代議士となった。2005年11月28日の市議会議員選挙では民主党候補の4位で当選し、ルクセンブルク市議会のエシュヴァン（市長の補佐役）に任命された。
2011年10月9日に行われた選挙を受けて、38歳のベッテルは2011年11月24日にルクセンブルク市長として宣誓を行った。

### 国政
ベッテルは1999年の代議院議員選挙に立候補し、民主党候補の上位7人が当選した中央選挙区で10位となった。しかし、この選挙で民主党はルクセンブルク社会主義労働者党 (LSAP) から第二党の座を奪い、キリスト教社会人民党 (CSV) と連立して新政権を発足させた。これによって、入閣するリディ・ポルファーとアンヌ・ブラスールが議員を辞職し、さらにコレット・フレシュが欧州議会議員としての役職に専念するため議員就任を辞退したことから、1999年8月12日にベッテルが代議士に任命された。

### 首相職
2013年、ベッテルは民主党の党首に就任し、同年の選挙で民主党は代議院の第三党となった。10月25日、ベッテルはアンリ大公から次期政権の組閣担当者 (formateur) に指名された。12月4日にルクセンブルクの首相に就任し、34年ぶりの政権交代となった民主党と社会主義労働者党、緑の党からなる連立政権で、彼は閣外相と通信・メディア相、教会相を兼務することになった。同性婚をめぐる改革、学校での宗教教育に代わって一般的な倫理の授業の導入、ルクセンブルクのAAAの国債格付けを維持するための予算の削減などを行った。
2022年9月22日、故安倍晋三国葬儀にベッテルがルクセンブルク代表として参列することが、日本国外務省により発表された。
2023年10月8日執行の議会選挙で連立政権は過半数割れとなり、9日に首相辞任を表明した。11月17日にリュック・フリーデン元財務大臣を首班とする後継政権の閣僚が就任宣誓を行ったことに伴い、10年に及んだベッテル政権は幕を下ろした。しかし、その後も民主党は連立与党に留まり、ベッテルも新政権の副首相兼外務相に収まった。

## 人物
ベッテルは同性愛者であることを公表しており、「ルクセンブルクではだれかがゲイである、あるいはゲイではないという事実を気にしない人が増えてきている」と述べている。ベルギー人建築家ゴティエ・デストネをパートナーとしており、行事の際には同行させている。同性愛を公言した人物は、ヨーロッパの政府首脳としてはアイスランドのヨハンナ・シグルザルドッティルとベルギーのエリオ・ディ・ルポに次いで三人目である。2015年5月15日にデストネと結婚することが明らかになったが、EUの現職首脳の同性婚は初、また政府首脳の同性婚は前述のシグルザルドッティル以来二人目となる。